# Claude Weisz
Claude Weisz és un cineasta francès nascut a París l'11 de març de 1939 i mort a Montelaimar el 17 d'agost de 2019.

## Filmografia

### Llargmetratges
- 1972 : Une saison dans la vie d'Emmanuel (d'après le roman Une saison dans la vie d'Emmanuel) amb Germaine Montero, Lucien Raimbourg, Florence Giorgetti, Jean-François Delacour, Hélène Darche, Manuel Pinto, etc. (Festival de Canes 1973 - Quinzaine des réalisateurs - - Premi del Jurat del Festival de Cinema Jove 1973))
- 1981 : La Chanson du mal-aimé amb Rufus, Daniel Mesguich, Christine Boisson, Véra Galatikova, Mark Burns, Philippe Clévenot, Dominique Pinon, Madelon Violla, Paloma Matta, Béatrice Bruno, Catherine Belkhodja, Véronique Leblanc, Philippe Avron, Albert Delpy, etc. (Festival de Canes 1982 - Perspectives du cinéma français[2] - Seleccions fora de concurs: València, Valladolid, Istanbul, Mont-real)
- 1987 : On l'appelait... le Roi Laid amb Yılmaz Güney (documental de ficció) (IX edició de la Mostra de València - Gran Premi de Documental" Columna de Llorer" - Seleccions fora de concurs: Rotterdam, Valladolid, Estrasburg, Nyon, Cannes, Lió, El Caire)
- 2005 : Paula et Paulette, ma mère - Documental - Difusió DVD

### Curt i migmetratges
- 1963 : La Grande Grève (codirecció col·lectiva CAS, IDHEC)
- 1966 : L'Inconnue, amb Paloma Matta i Gérard Blain (Prix CNC Hyères, Sidney)
- Un village au Québec
- Montréal
- 1969 : Deux aspects du Canada
- 1976 : La Hongrie, vers quel socialisme ? (Nominat al César al millor curtmetratge documental 1977)
- 1977 : Tibor Déry, portrait d'un écrivain hongrois
- L'Huître boudeuse
- 1977 : Ancienne maison Godin ou le familistère de Guise
- 1977 : Passementiers et Rubaniers
- Le Quinzième Mois
- 1984 : C'était la dernière année de ma vie (Prix FIPRESCI Festival Oberhausen 1985 - Nominat al César al millor curtmetratge documental 1986)
- Nous aimons tant le cinéma (pel·lícula de l'any del cinema europeu - Delphes 1988)

### Televisió
- Sèrie de set drames en llengua alemanya
- Nombrosos documentals i pel·lícules semidramàtiques (TVS CNDP)
- Initiation à la vie économique (TV - RTS)
- Contemplatives... et femmes (TF1 - 1976)
- Suzel Sabatier (FR3)
- Un autre Or Noir (FR3)
- Vivre en Géorgie
- Portrait d'une génération pour l'an 2000 (France 5 - 2000)
- Femmes de peine, femmes de cœur (FR3 - 2003)

### Documentals no televisius
- La porte de Sarp est ouverte (1998)
- Une histoire balbynienne (2002)
- Tamara, une vie de Moscou à Port-au-Prince (inachevé)
- Hana et Khaman (inachevé)
- En compagnie d'Albert Memmi (inachevé)
- Le Lucernaire, une passion de théâtre
- Les quatre saisons de la Taillade ou une ferme l'autre
- Histoire du peuple kurde
- Les kurdes d'Auvergne (2009 - 2012) una trilogia : 1 - Bourg-Lastic ; 2 - Nazdar ; 3 - Voyage

### Activitats paracinematogràfiques
- Escrits diversos sobre cinema
- Col·laboració amb el"Dictionnaire du cinéma" P.U.F.
- Encarregat de Paris - Censier (DECAV) - IDHEC
- Responsable de pràctiques, INA, GRETA, tallers de formació audiovisual

- Cofundador de l'oficina d'enllaç del Cinéma de l'Espai Francòfon
- Cofundador (1989) i President de l'associació "Cinéma et liberté" 1992 - 1999
- Delegat General del Festival des Premiers Films (S.R.F.) (1991 - 1995)
- President de l'associació "la Cathode" (2003 -2006) que desenvolupa una producció de pel·lícules documentals, a partir de tallers de formació audiovisual, a Seine-Saint-Denis

## Premis i nominacions
- Premis César 1977: nominació al Cèsar al millor curtmetratge documental per Hongrie vers quel socialisme ?[3]
- Premis César 1986: nominació al Cèsar al millor curtmetratge documental per C'était la dernière année de ma vie